# Posłaniec gniewu
Posłaniec gniewu – (ang. The Bastard Executioner) amerykański serial telewizyjny (dramat historyczny) wyprodukowany przez  Imagine Television, Sutter Ink oraz Fox 21 Television Studios. Twórcą serialu jest Kurt Sutter. Premierowy odcinek serialu został wyemitowany 15 września 2015 roku przez FX.

18 listopada 2015 roku, stacja FX ogłosiła anulowanie serialu po pierwszym sezonie.

W Polsce serial będzie emitowany od 21 kwietnia 2016 roku przez Fox Polska

## Fabuła
Serial skupia się na postaci Wilkina Brattle'a, walecznego rycerza należącego do armii króla Edwarda I, który widząc spustoszenie po wojnach, postanawia porzucić miecz. Po pewnym czasie Wilkin zauważa, że coraz więcej jest przemocy, zostaje zmuszony ponownie walczyć mieczem.

## Obsada

### Główna
- Lee Jones jako Wilkin Brattle
- Stephen Moyer jako  Milus Corbett[4]
- Brían F. O’Byrne jako baron Ventris
- Flora Spencer-Longhurst jako  baronowa Lowry „Love” Aberffraw Ventris
- Kurt Sutter jako  The Dark Mute[4]
- Kyle Rees jako  Calo Caine
- Sam Spruell jako  Toran Prichard
- Katey Sagal jako  Annora z rodu Alders[5]
- Darren Evans jako  Ash y Goedwig
- Danny Sapani jako  Berber the Moor
- Timothy V. Murphy jako  Father Ruskin
- Sarah White jako  Isabel Kiffin
- Sarah Sweeny jako  Jessamy Maddox
- Ethan Griffiths jako  Luca Maddox
- Ross O’Hennessy jako  Locke
- Alec Newman jako  Leon Tell
- Tim McDonnell jako  Huxley
- James Rousseau jako  Denley

### Role drugoplanowe
- Matthew Rhys jako  Gruffudd y Blaidd[4]
- Ed Sheeran jako  sir Cormac[6]
- Martin McCann jako  Randolph Corbett
- Alun Raglan jako  Jonas the Collector
- Alec Newman jako  Leon Tell

## Odcinki
| Sezon | Sezon | Odcinki | Oryginalna emisja | Oryginalna emisja | Oryginalna emisja | Oryginalna emisja | Oryginalna emisja |
| Sezon | Sezon | Odcinki | Premiera sezonu   | Finał sezonu      | Premiera sezonu   | Finał sezonu      |                   |
| ----- | ----- | ------- | ----------------- | ----------------- | ----------------- | ----------------- | ----------------- |
|       | 1     | 10      | 15 września 2015  | 17 listopada 2015 | 21 kwietnia 2016  | 23 czerwca 2016   |                   |

### Sezon 1 (2015)
| #  | Tytuł                                                                | Reżyseria       | Scenariusz                                   | Premiera FX          | Premiera Fox Polska |
| -- | -------------------------------------------------------------------- | --------------- | -------------------------------------------- | -------------------- | ------------------- |
| 1  | 'Bitwa nad rzeką' Pilot, Part 1                                      | Paris Barclay   | Kurt Sutter                                  | 15 września 2015     | 21 kwietnia 2016    |
| 2  | 'Zgliszcza' Pilot, Part 2                                            | Paris Barclay   | Kurt Sutter                                  | 15 września 2015     | 28 kwietnia 2016    |
| 3  | 'Podobizna' Effigy / Ddelw                                           | Paris Barclay   | Kurt Sutter, Charles Murray, Nichole Beattie | 22 września 2015     | 5 maja 2016         |
| 4  | 'Głód' A Hunger / Newyn                                              | Ciaran Donnelly | Curtis Gwinn                                 | 29 września 2015     | 12 maja 2016        |
| 5  | 'Dowód' Piss Profit / Troeth Elw                                     | Kari Skogland   | Roberto Patino                               | 6 października 2015  | 19 maja 2016        |
| 6  | 'Ciernie' Thorns / Drain                                             | Billy Gierhart  | John Barcheski, Kurt Sutter                  | 13 października 2015 | 26 maja 2016        |
| 7  | 'Niewinna ofiara' Behold the Lamb / Gweled yr Oen                    | Ashley Way      | Carly Wray, Kurt Sutter                      | 20 października 2015 | 2 czerwca 2016      |
| 8  | 'Zepsute rzeczy' Broken Things / Pethau Toredig                      | Ciaran Donnelly | Ryan Scott, Kurt Sutter                      | 3 listopada 2015     | 9 czerwca 2016      |
| 9  | 'Podstęp z Bernadette' The Bernadette Maneuver / Cynllwyn Bernadette | Paris Barclay   | Robert Patino, Curtis Gwinn. Kurt Sutter     | 10 listopada 2015    | 16 czerwca 2016     |
| 10 | 'Krew i cisza' Blood and Quiescence / Crau a Chwsg                   | Ashley Way      | Kurt Sutter                                  | 17 listopada 2015    | 23 czerwca 2016     |

## Produkcja
24 maja 2015 roku, stacja FX zamówiła pierwszy sezon serial „The Bastard Executioner”